# Tipula (Trichotipula) furialis
Tipula (Trichotipula) furialis is een tweevleugelige uit de familie langpootmuggen (Tipulidae). De soort komt voor in het Nearctisch gebied.